# Västra Nyland
Västra Nyland est un journal régional publié en Finlande et basé à Ekenäs. Il a été fondé en 1889 par Theodor Neovius, et la première édition a été publiée le 7 octobre de la même année. Actuellement, il est tiré en 11 000 exemplaires quotidiens. Le nom du journal signifie en français Ouest du Nyland, région où le journal est publié et lu. Il est également appelé Västis.